# Hôpital franco-britannique
L’Hôpital franco-britannique, situé à Levallois-Perret, est un établissement de la Fondation Cognacq-Jay, établissement de santé privé d'intérêt collectif (ESPIC), inclus depuis 1978 dans le système de soins français. Les services sont offerts dans les deux langues anglaise et française. Le site est desservi par la station de métro Anatole-France.

## L'hôpital moderne
L'activité est répartie sur deux sites géographiques : 
- le bâtiment principal (4, rue Kléber) accueille les services de médecine, chirurgie, les activités médico-techniques (imagerie médicale, explorations fonctionnelles, laboratoire). Le Centre de radiothérapie Hartmann, de l’Institut de cancérologie Hartmann, y est hébergé. Le service des urgences reçoit 46 000 patients par an.
- le bâtiment « Femme-Mère-Enfant » (3, rue Barbès) accueille une maternité de type 2, ainsi que des services de gynécologie, obstétrique, pédiatrie, néonatologie, et des activités médico-techniques (bloc opératoire, radiologie, laboratoire). La maternité accueille plus de 2 000 naissances chaque année.

En 2021, l'établissement compte 270 lits, et emploie 700 personnes, dont 120 médecins. Il fait partie de l’Alliance hospitalière de l’Ouest parisien, composée de l’hôpital Foch de Suresnes, de la Cité des Fleurs, de l’hôpital Goüin, de la fondation Diaconesses de Reuilly, et de la Fondation Santé Service. L'hôpital est partenaire de l'Institut de formation en soins infirmiers (IFSI), établissement d’enseignement supérieur qui prépare aux diplômes d’infirmier et d'infirmière, d’aide-soignant et d'aide-soignante, d’auxiliaire de puériculture.

## Les institutions fondatrices
L'Hôpital franco-britannique, établissement privé à but non lucratif, est le nom donné en 2019 au groupement de coopération sanitaire fondé par l'association « Œuvre du Perpétuel-Secours » et la Fondation Cognacq-Jay. Il est l'héritier de l'Institut hospitalier franco-britannique créé en 2008 par la fusion de deux hôpitaux géographiquement proches : le Hertford British Hospital, fondé en 1872, et l'hôpital Notre-Dame du Perpétuel Secours, créé en 1885.

### L'hôpital britannique Hertford
Le bâtiment historique de l'hôpital Hertford se situe au 48, rue de Villiers à Levallois-Perret. Depuis 2010, il est loué à des sociétés commerciales : la société Smile, SSII française spécialisée dans l’intégration de solutions open source ; depuis 2014, la société Zalthabar, qui loue les locaux en salles de réunion. Des bâtiments modernes construits en 1982 à la place des jardins, à l'arrière (3, rue Barbès) hébergent les activités du pôle « Femme-Mère-Enfant » de l'hôpital. Rénovés à partir de 2006, les bâtiments hospitaliers font l’objet de travaux importants en 2009.

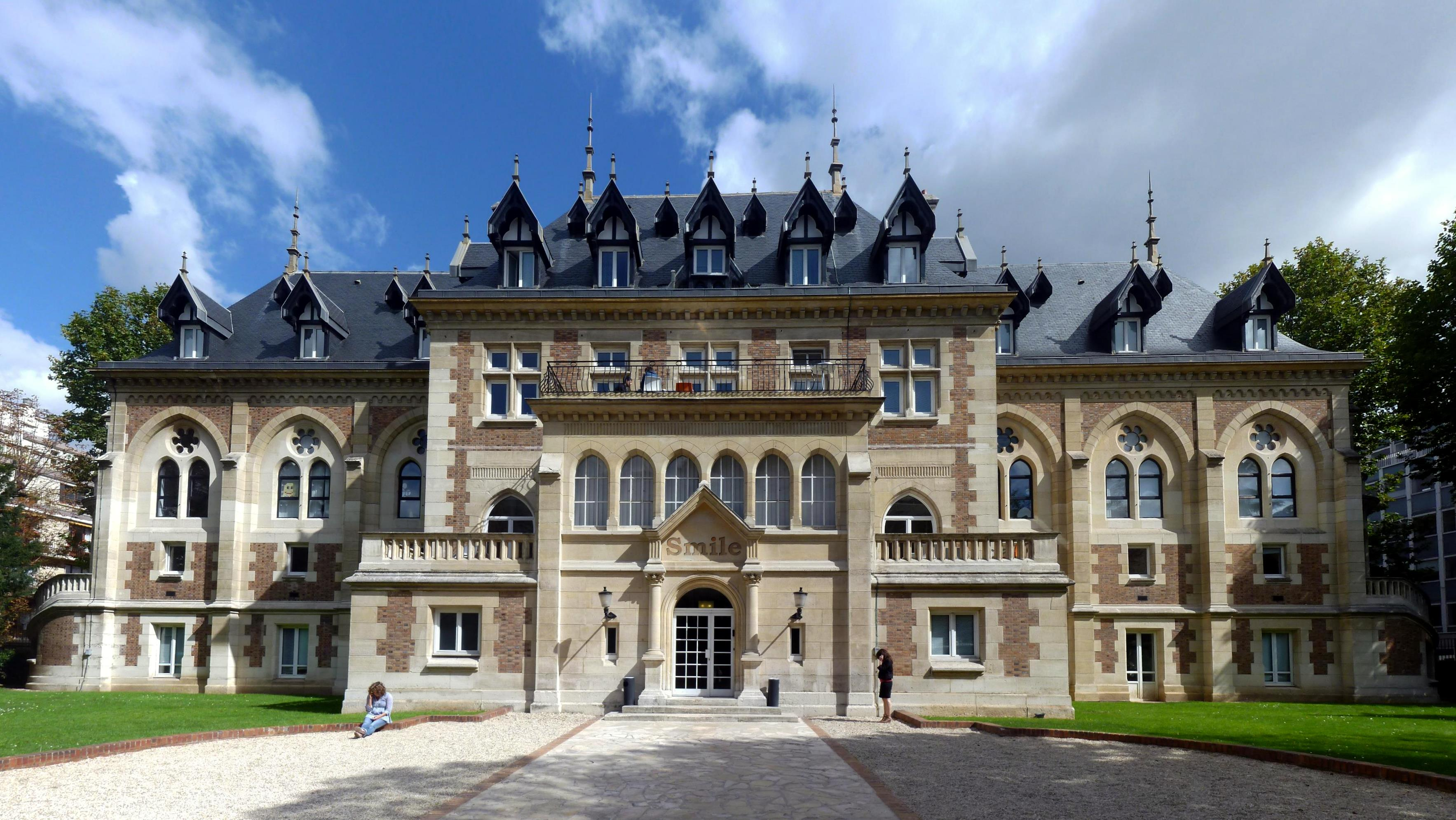
Façade du bâtiment historique de l'hôpital Hertford.

En 1860, la Société civile des terrains de Villiers-Neuilly créée par le marquis d’Hertford et le duc d’Albufera achète les terrains[réf. nécessaire]. Pendant la guerre de 1870, Sir Richard Wallace, petit-fils et héritier du marquis et l’une des figures les plus originales de la vie parisienne de la fin du XIXe siècle, finance des ambulances et distribue argent et vivres pour aider ses compatriotes britanniques. Il s'était en effet rendu compte de l'absence de structure médicale pour soigner les sujets britanniques. Après la guerre, il décide de construire un hôpital pour les citoyens britanniques vivant à Paris. Le bâtiment de l'hôpital Hertford est construit pour le compte de Richard Wallace et inauguré en avril 1879. Il est principalement en brique et pierre de taille, le toit d'ardoise est percé de nombreuses lucarnes. De style néo-gothique, dessiné par Ernest Sanson, il est récompensé par la grande médaille d'argent de la Société centrale des architectes.
L'hôpital fonctionne grâce à des collectes de fonds, avec le patronage de la famille royale britannique. Le 24 avril 1914, le roi George V et la reine Mary se rendent à Levallois visiter l’hôpital, attirant une foule considérable de curieux sur leur passage, porte de Champerret, décorée pour l’occasion de drapeaux aux couleurs françaises et anglaises, avenue de Villiers et tout au long du boulevard Bineau. De 1936 à 2002, la reine-mère Elizabeth est présidente d’honneur du Hertford British Hospital.
Le bâtiment est agrandi en 1957 par des bâtiments occupant l'ancien jardin[réf. nécessaire]. En 1978, l’hôpital entre dans le système de soins français, « hôpital privé à but non lucratif participant au service public hospitalier ». Au milieu des années 1980, un permis de démolir le bâtiment est déposé à la mairie car les bâtiments sont jugés inadaptés. Le maire, Patrick Balkany, rend un avis défavorable et demande l'inscription aux monuments historiques, ce qui est effectué en 1987,.

### L'hôpital Notre-Dame du Perpétuel Secours
En 1885, Madame de Vatismenil fonde l'association l’Œuvre du Perpétuel-Secours qui acquiert, grâce aux dons généreux de ses fondateurs, un grand terrain à Levallois-Perret, aujourd'hui au 4, rue Kléber. Sa vocation est de créer et assurer le fonctionnement d'un hôpital, l'hôpital Notre-Dame du Perpétuel Secours. Les soins étaient gratuits, en un temps où il n’existait pas d’aide sociale. La vie de l’hôpital est assurée sur le plan médical par des praticiens bénévoles, sur le plan administratif et dans le domaine des soins par des religieuses dominicaines. À partir de 1977, l'établissement est en contrat avec le service public hospitalier. La diminution des vocations religieuses conduit au remplacement progressif des sœurs dominicaines par du personnel laïc, tant pour le personnel soignant que pour le personnel administratif. En 1987, l'hôpital est totalement reconstruit. Il est rénové entre 2004 et 2007. En 2012, une construction de 4 600 m2 est adjointe. La même année, le service des urgences pour adultes et enfants est agrandi et modernisé : 50 000 patients les fréquentent chaque année.
Le danseur et chorégraphe Rudolf Noureev (1993) et l'acteur Jérôme Savary (2013) y sont décédés.

## Pour approfondir